# El Portillo, Coatecas Altas
El Portillo är en ort i Mexiko.   Den ligger i kommunen Coatecas Altas och delstaten Oaxaca, i den sydöstra delen av landet, 400 km sydost om huvudstaden Mexico City. El Portillo ligger 1 694 meter över havet och antalet invånare är 121.
Terrängen runt El Portillo är kuperad åt sydväst, men åt nordost är den bergig. Terrängen runt El Portillo sluttar söderut. Runt El Portillo är det ganska tätbefolkat, med 65 invånare per kvadratkilometer. Närmaste större samhälle är Coatecas Altas, 3,2 km väster om El Portillo. I omgivningarna runt El Portillo växer huvudsakligen savannskog.